# Kolborn (Lüchow)
Kolborn ist ein Ortsteil der Stadt Lüchow (Wendland) im niedersächsischen Landkreis Lüchow-Dannenberg. Das Dorf liegt östlich von Lüchow direkt anschließend an dessen Kernbereich auf einem kleinen Geestausläufer. Nördlich des Ortes verläuft der nach Norden hin abfließende Luciekanal.

## Gutshof

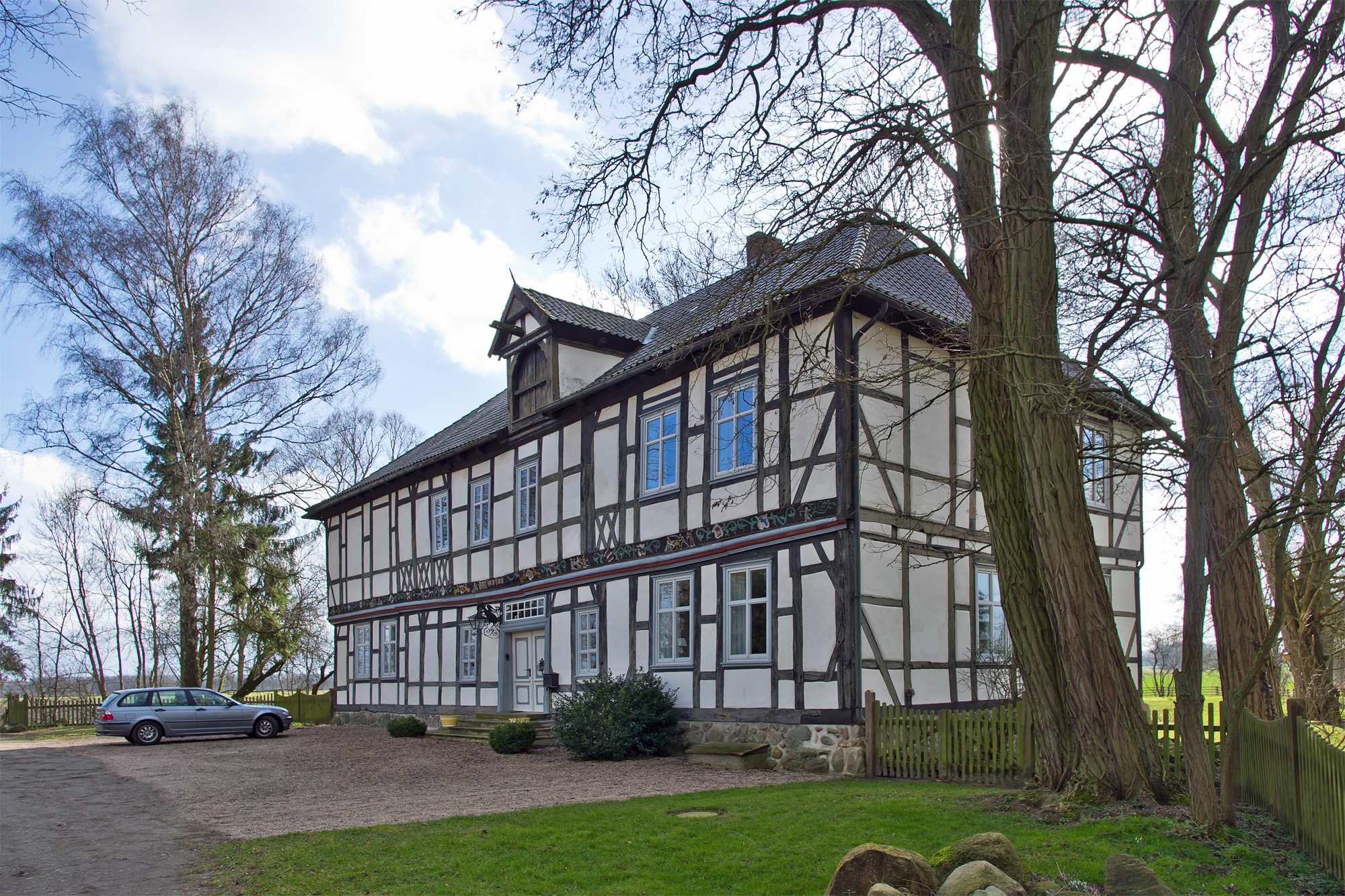
Gutshaus

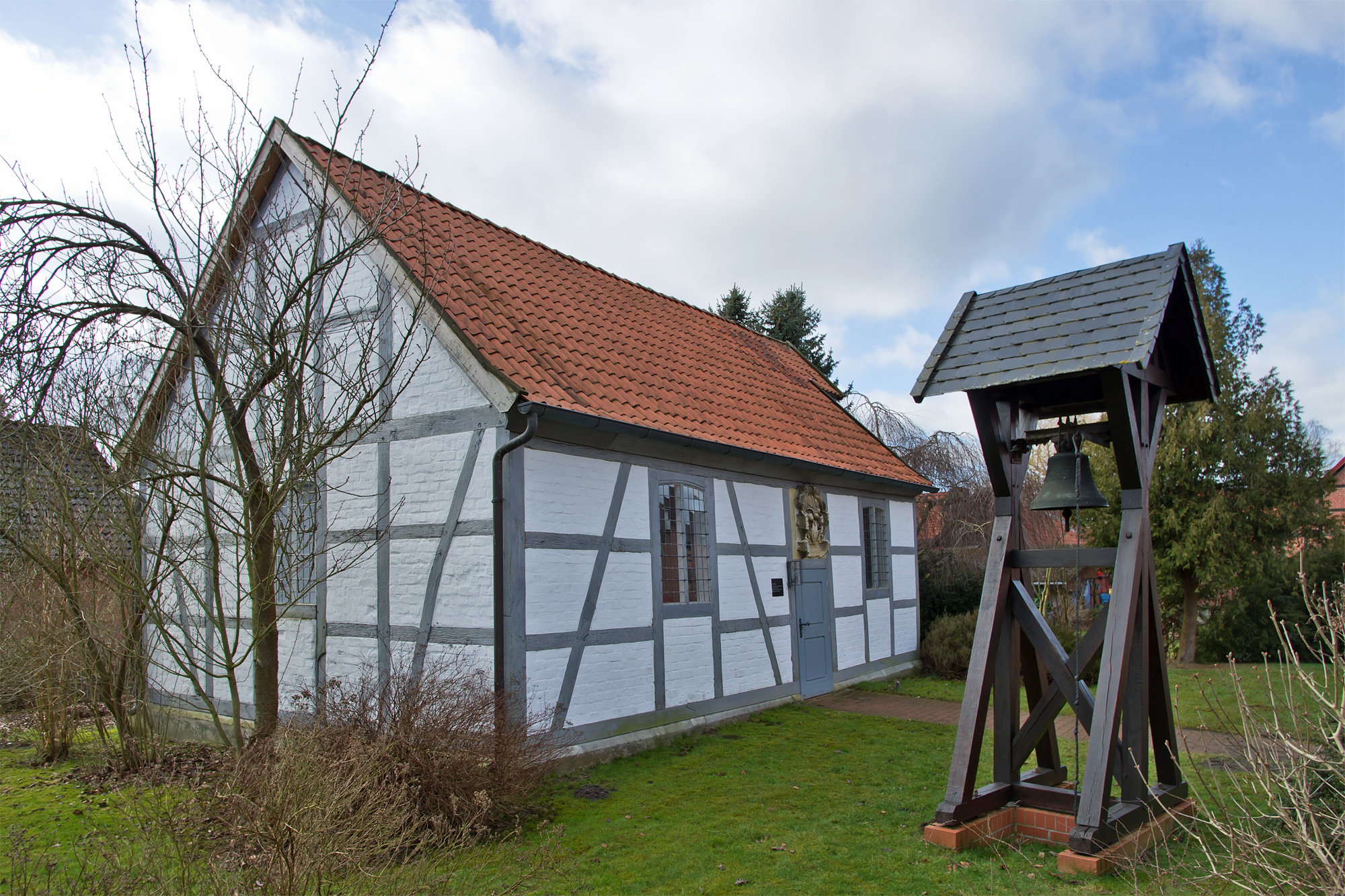
Kapelle Kolborn

In Kolborn befindet sich das Stammgut der Herren von Knesebeck, das aus einer 1366 erstmals schon in deren Besitz erwähnten Wasserburg heraus entstanden ist. Deren deutlich erhöhtes Areal von 45 × 55 m Größe war von reiten Wassergräben umgeben, die außer im Nordwesten noch erhalten sind.
Beim heutigen Gutshaus handelt es sich um ein zweigeschossiges Fachwerkhaus mit vorkragendem Obergeschoss aus dem Jahr 1529. Die evangelische Kapelle ist eine kleine rechteckige Fachwerkkirche, die laut Inschrift im Jahr 1616 erbaut wurde.

## Kultur und Sehenswürdigkeiten
- Kapelle Kolborn

## Söhne und Töchter
- Justus Georg Westphal (1824–1859), Astronom und Mathematiker